# Priorato de Saint-Thibault
El priorato de Saint-Thibault (en francés: prieuré de Saint-Thibault), situado en el Auxois, cerca de Vitteaux en el territorio de la comuna a la que da nombre, fue un antiguo priorato medieval francés del que solamente se conserva parte de la iglesia y que es testimonio del desarrollo monástico en Borgoña entre los siglos XI y XVIII.
Su iglesia se convirtió en parroquia y fue objeto de una clasificación como monumento histórico de Francia por la lista 1840, siendo una obra maestra del gótico radiante.

## Historia
Creado a finales del siglo XI y dedicado a Nuestra Señora, el priorato de Saint-Thibault-en-Auxois nació de la abadía benedictina de Saint-Rigaud, de tipo eremitica, ubicada en el Brionnais. Esta última, por mediación del obispo de Autun, Aganon de Mont-Saint-Jean, había sido fundada en 1071 en una ermita ya existente, por bula del cardenal Pedro Damián en nombre del papa Alejandro II, ambos partidarios activos de la reforma gregoriana. Los patronos laicos fueron los señores locales de la familia de los Bosónidas, cepa parental de Thibaut de Provins, muy presentes en la región (Abbaye de Charlieu, Autun). La fundación fue confirmada algunos años más tarde por Gregorio VII, reformador de la Iglesia del siglo XI. En 1251 Inocencio IV suavizó la regla de San Benito de la abadía eremítica.
El texto más antiguo que se conserva concerniente al priorato eremítico de Saint-Thibault, ubicado entre Mont-Saint-Jean y Précy-sous-Thil, en el antiguo señorío de St. Beury, data de 1249. No se sabe nada en concreto sobre el traslado a este Auxois rico en caza del siglo XIII de las reliquias de san Teobaldo (o Thibaut de Provins), un joven santo del siglo XI de la Champaña borgoñona ni la fecha exacta en que llegaron allí (dos costados). Tampoco se sabe por qué fueron aportadas para honrar a un entonces humilde priorato de Nuestra Señora de la Fontaine, situado en el señorío de Saint-Beury, dando inicio a una peregrinación mayor, cambiando el nombre del pueblo de Fontaine por el de "Saint-Thibault". Los restos de este famoso curandero taumaturgo, Thibault, conjuntamente con los de Blas de Sebaste, Gil el Ermitaño y Beury el Santo, otras celebridades del santuario, atrajeron allí, en la ruta del camino a Santiago de Compostela, a muchedumbres, peregrinos y menestrales.
Son los elementos de la decoración de la extraordinaria iglesia prioral actual de Nuestra Señora de Saint-Thibault, que se convirtió en parroquial, lo que permite suponer que la dedicación de esta (1321) fue motivada por este doncel de la familia Champaña, peregrino de Compostela, ermitaño, joven sacerdote, joven monje camaldulense en el último año de su vida (1066), canonizado en 1073 por el papa Alejandro II a petición del cardenal Pedro Damián —ambos contemporáneos de san Teobaldo—, del que sabían el apostolado en la ermita de Vicenza (Italia).
Se han conservado los legados hechos al priorato. En 1257, Hugues de Quincy, vizconde de Tonnerre, hizo un legado de 40 sous; en 1263, Jean de La Roche-en-Brenil prometió 100 sous, y luego otro miembro de su familia hizo un donativo 5 sous por año; en 1298, el duque de Borgoña, Roberto II, previó un legado de 100 libras; en 1299, Guillaume de Bourgogne-Montagu legó 60 sous vieneses; luego, en 1323, la duquesa Agnes de Francia planeó donar 100 sous dijonnais.
El señorío de Fontaine-Saint Thibault pertenecía a una rama de la casa de Thil, pero en 1270, Hugues de Thil lo anexionó por 1.000 libras al duque de Borgoña entonces reinante Hugues IV (1218-1272), probablemente el iniciador del movimiento peregrino a san Teobaldo con su segunda esposa Beatriz de Champagne, hija de Thibaut IV el Chansonnier, conde de Champagne del mismo linaje de san Teobaldo de Provins, que acababa de ser instalado en el señorío de Saint-Beury. La línea directa de los duques Capetos permaneció como señores hasta 1361. Fue también la nobleza local después de los duques de Borgoña, los que participaron en su construcción. Hay otros documentos que mencionan las donaciones de la familia ducal en 1345, 1372 y 1375.
El priorato se benefició desde su origen del apoyo de los poderosos señores de Thil y conoció desde el siglo XIII una importancia real real la llegada de las reliquias de  san Teobaldo de Provins, que hicieron del lugar una famosa peregrinación, notablemente embellecida y desarrollada por la arquitectura, escultura y pintura de la iglesia prioral a partir de 1272 por el duque de Borgoña Roberto II (1272-1306), hijo de Hugues IV, de su esposa Inés, hija de San Luis y de su descendencia directa.

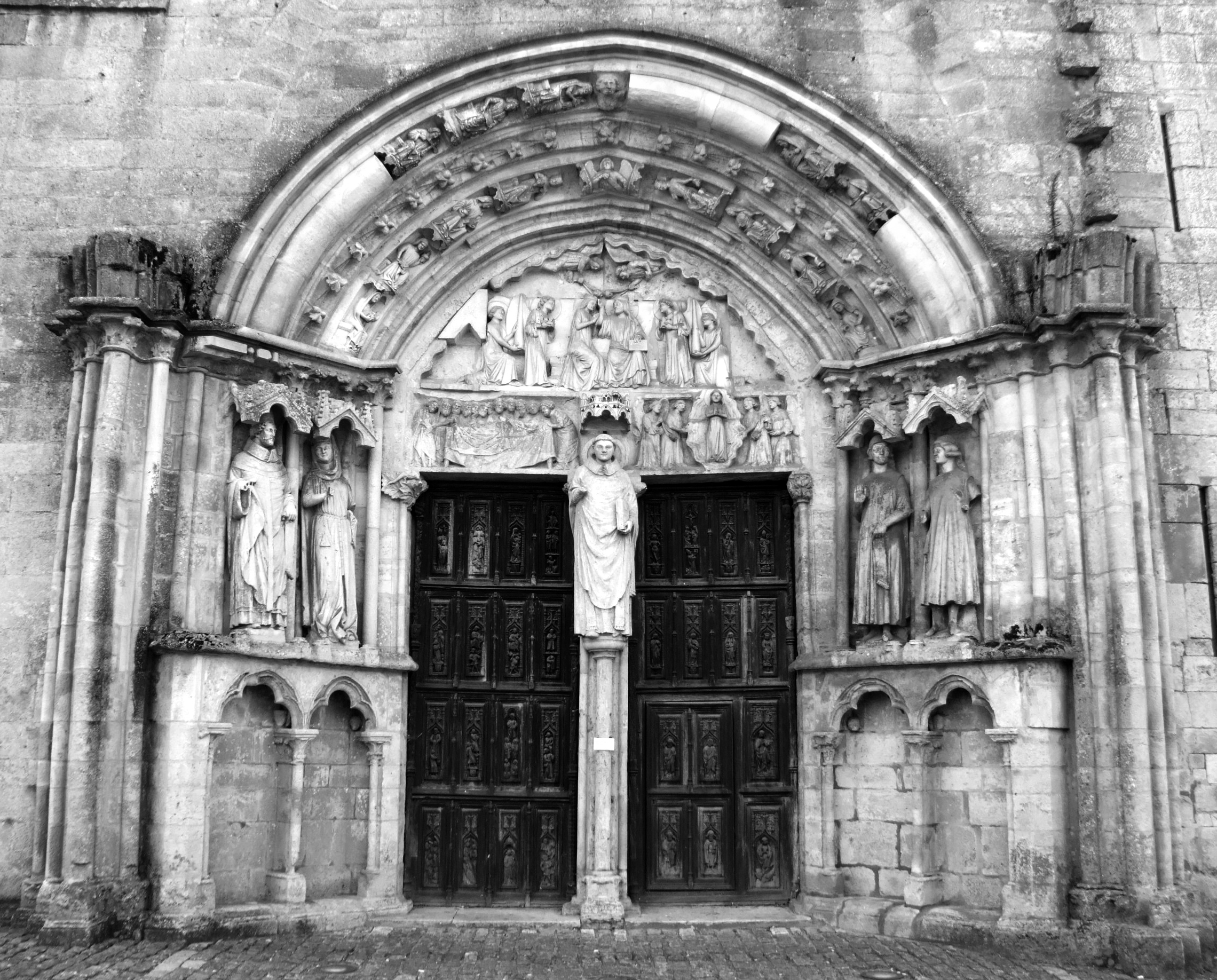
El portal antes de la refacción de 2010-2013.

Su auge declinó en el siglo XIV, a causa de las dificultades financieras de la abadía madre y de los trastornos por la Guerra de los Cien Años. En el siglo XV, no hay rastro de ninguna donación. Luego, a partir de 1540, el priorato queda desierto y la iglesia sirve para el servicio parroquial.
La decadencia se acelera con la instauración de la comienda en el siglo XVI.
En 1616 ya se necesitaban reparaciones, que no se hicieron hasta 1682. Luego una tormenta destruyó la carpintería y los vitrales del coro en 1701. En 1712, una parte de la nave se derrumbó dejando sólo a cubierto el coro y el santuario. En 1723, se comienza  a realizar la restauración de la iglesia bajo la dirección de Charles Élie Le Jolivet, arquitecto y viajero de Dijon, gracias a los resultados de una lotería. Se produjo un incendio en 1728, y el colapso de la otra parte de la nave en 1734. Finalmente, en 1736, la torre del campanario se derrumbó. Jolivet propuso entonces demoler el priorato y reconstruir uno nuevo.
Fue el prior de la época, Charles-François Piget, el que se negó a demoler y quiso mantener las viejas partes subsistentes. Otro arquitecto fue elegido entonces: Jean-Baptiste Caristie, de Saulieu. Las especificaciones de los trabajos fueron presentadas en 1748 al intendente de Borgoña que las aceptó en 1750. La primera cuota se pagó en 1752. Se conservaron el coro, la capilla de Saint-Gilles en el brazo del transepto norte y el portal y se reconstruyeron la nave y la torre del campanario de la izquierda de la fachada, más pequeña que la anterior; es así como se observa hoy una iglesia de curiosa silueta (visible desde lejos desde los alrededores) en la que el coro es más alto que el campanario.
Destacado por Prosper Mérimée, el priorato fue objeto de una restauración en 1844 por Eugène Viollet-le-Duc. Las obras se realizaron entre 1848 y 1850. Una nueva restauración de la iglesia tuvo lugar entre 2010-2013: el exterior del coro y las cubiertas fueron rehechos y los muros  limpiados.

## Arquitectura
Las diferentes fechas permiten precisar las campañas de construcción del edificio que subsisten:
- brazo norte del transepto, hacia 1200;
- portal norte, hacia 1260;
- capilla Saint-Gilles en el  brazo norte del transepto, hacia 1290;
- coro, a comienzos del siglo XIV;
- prolongación de un tramo derecho de la capilla Saint-Gilles hacia el transepto y las vbóvedas del coro, en el siglo XV;
- reconstrucción de la nave y del campanario en el siglo XVIII.

Vistas exteriores
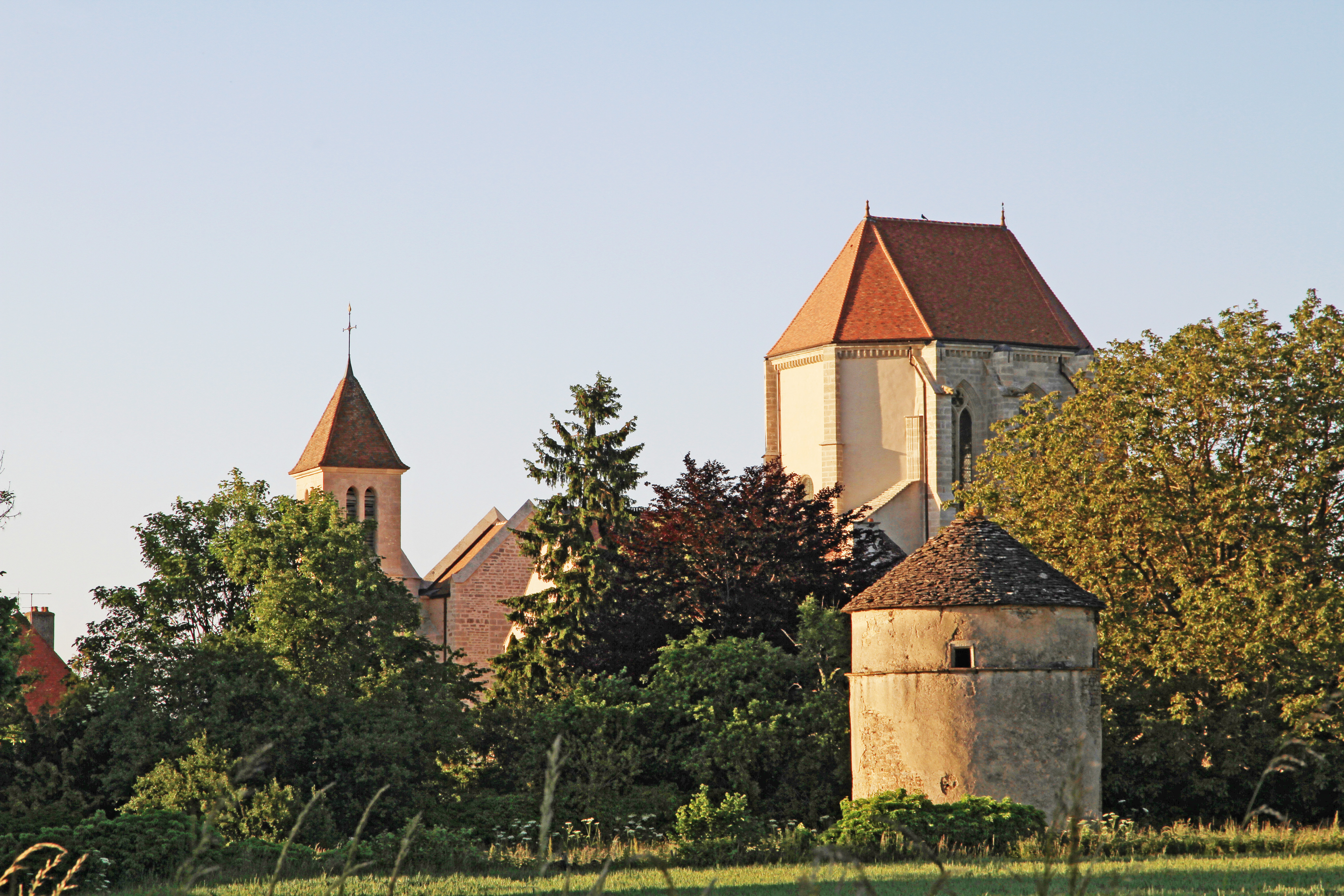
Un coro más alto que el campanario… (27 m).
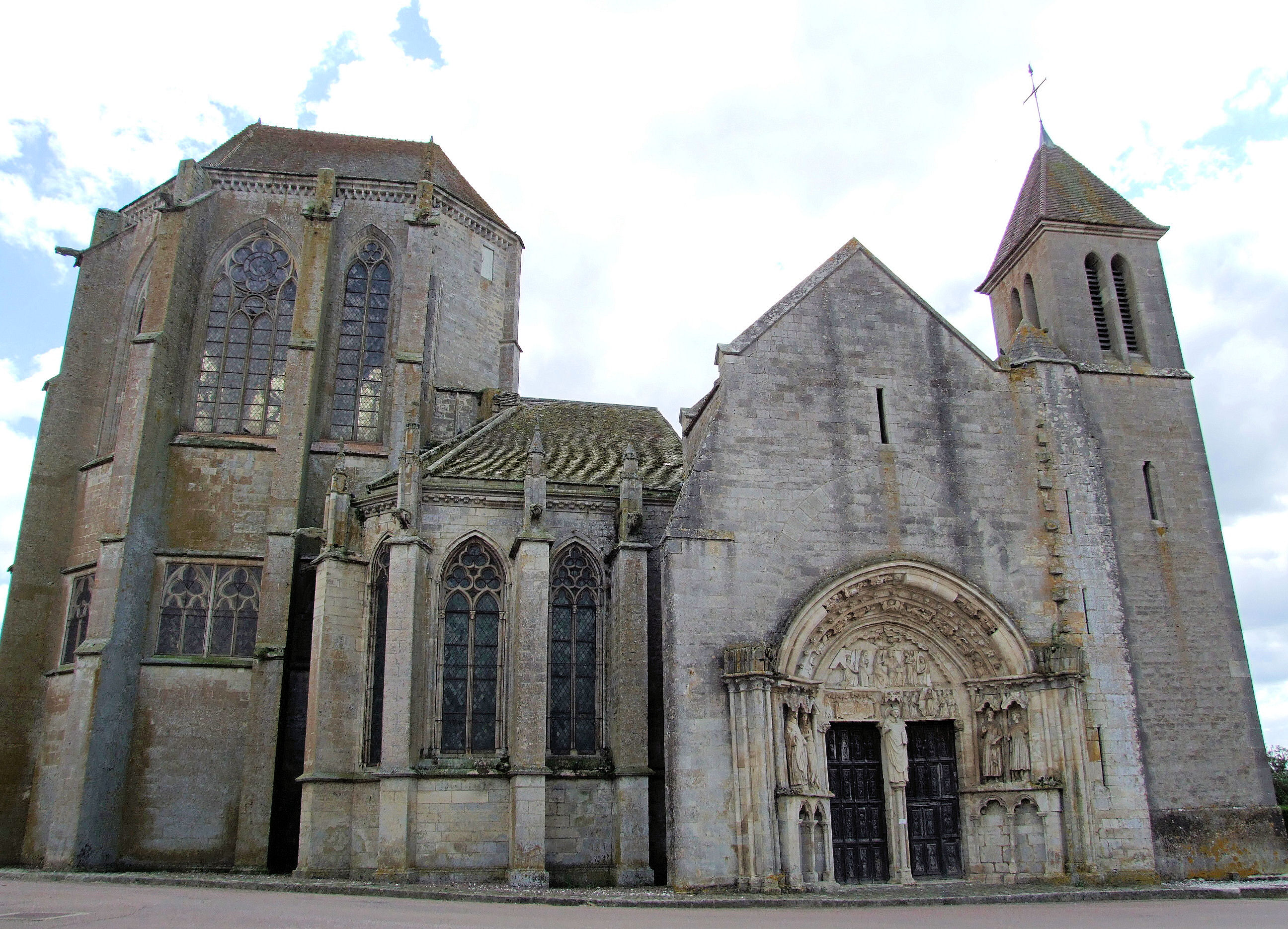
La iglesia antes de su renovación.
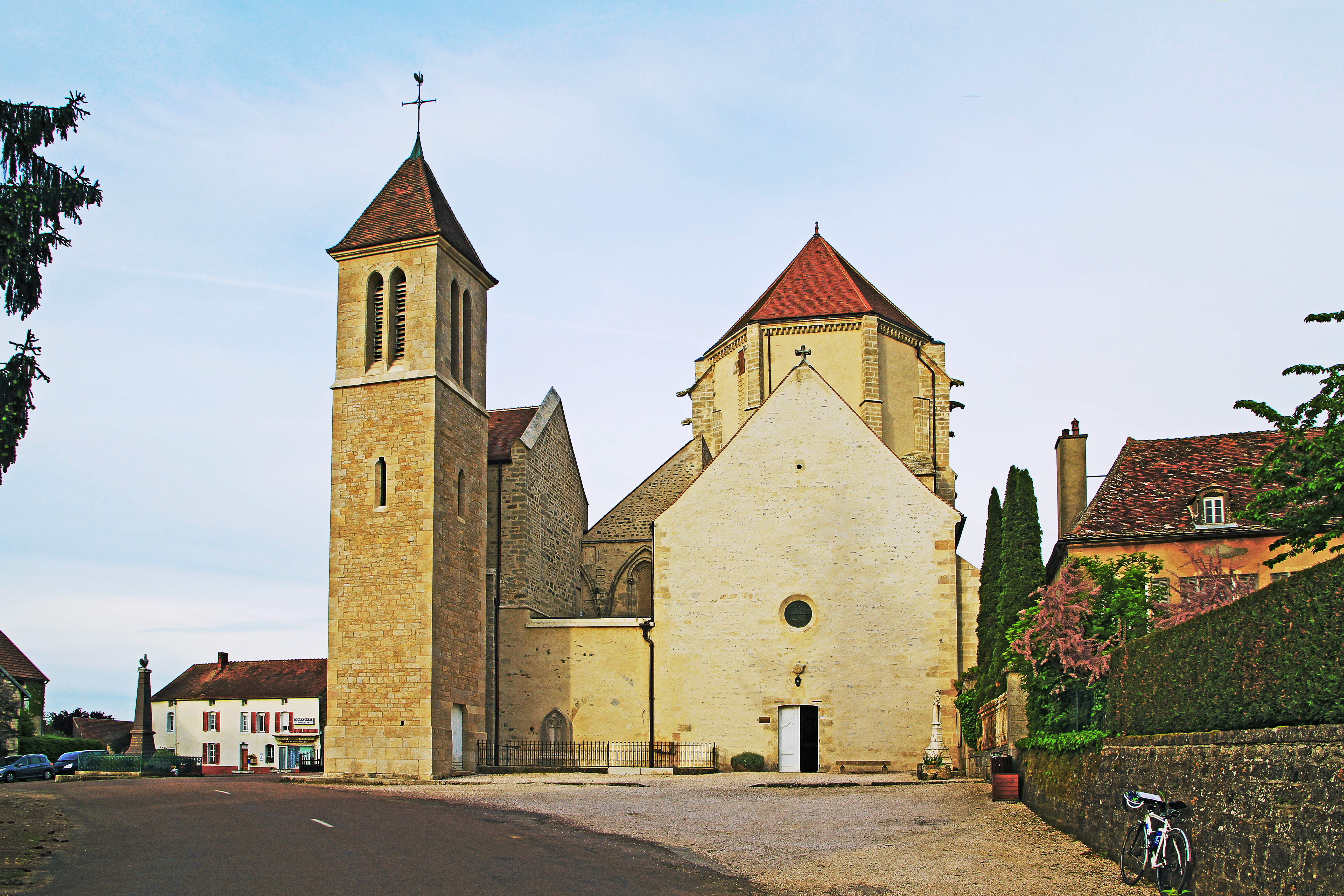
Fachada sin portal, testimonio de varias reestructuraciones
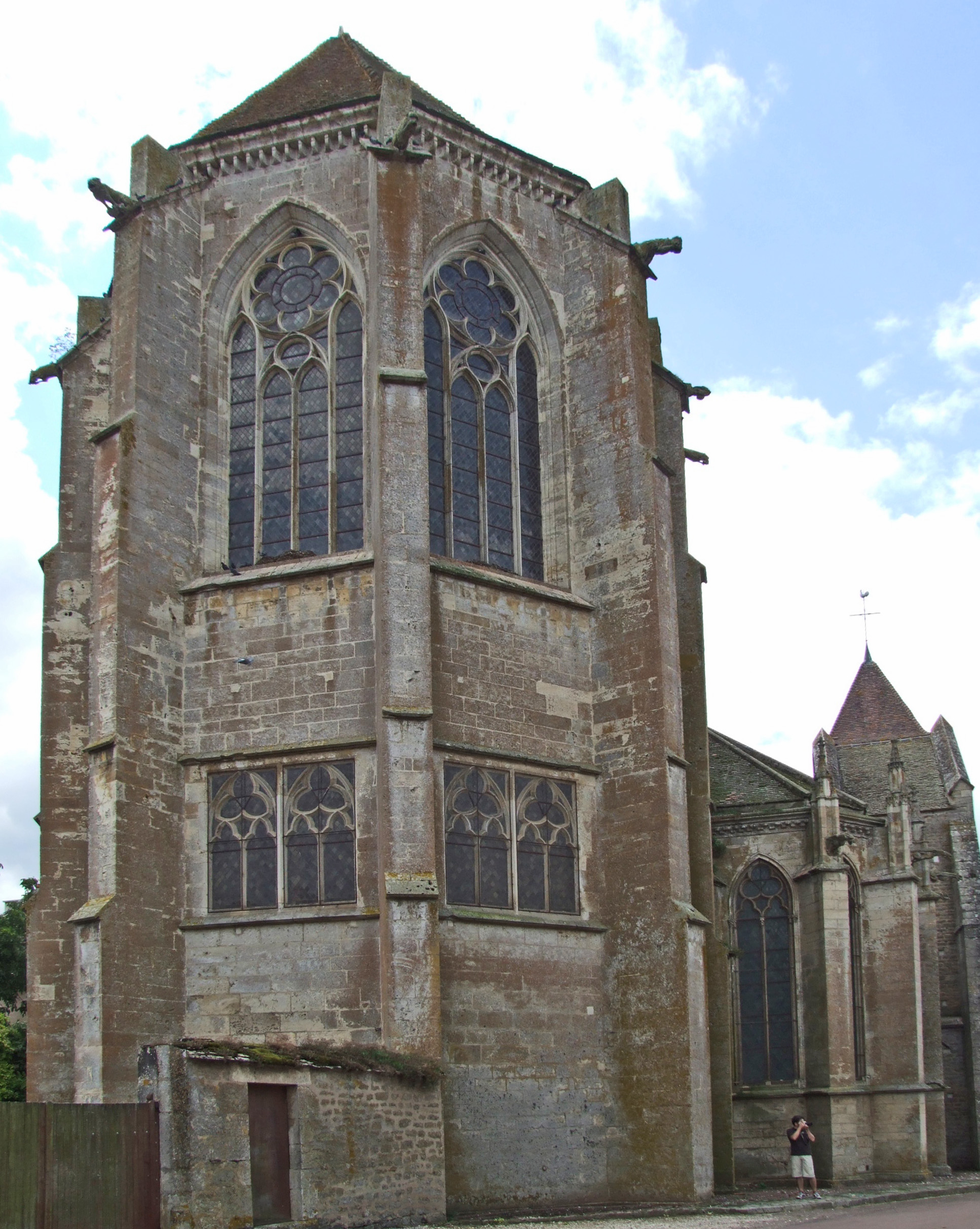
Vista del ábside

La iglesia comporta en el lado norte un notable portal del siglo XIII, con una estatua de San Thibaut en el centro, vestido con los hábitos sacerdotales, coronado por las escenas de la vida de la Virgen (Dormición, Asunción, Coronación). Las cuatro estatuas que lo encuadran son identificadas como representaciones de un Thibault adolescente, de su mentor Gauthier, de su madre Willa y de su tío abuelo Thibault, arzobispo de Viena (957-1101), que profetizó mucho antes el nacimiento del santo (de derecha a izquierda). Los nichos de debajo, degradados, podrían ser del siglo XIII y siguientes  de la familia ducal de Borgoña, que impulsóla construcción del nuevo priorato, dedicado a san Teobaldo, el actual, es decir, los duques Hugues IV y Roberto II y sus esposas Beatriz Champagne e Inés de Francia.

El portal
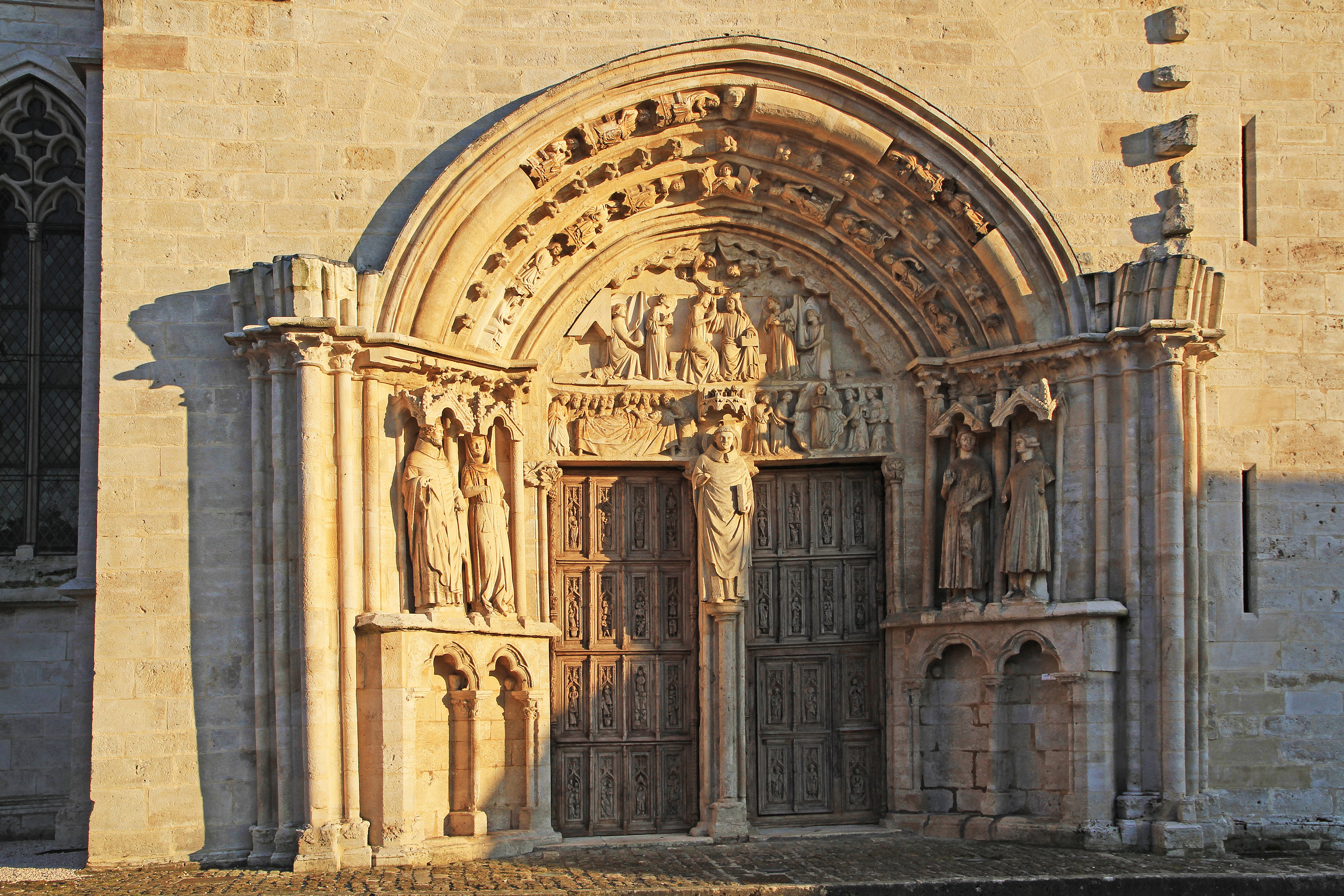
En el centro san Teobaldo, y al fondo la Virgen María en la gloria, patrona del priorato
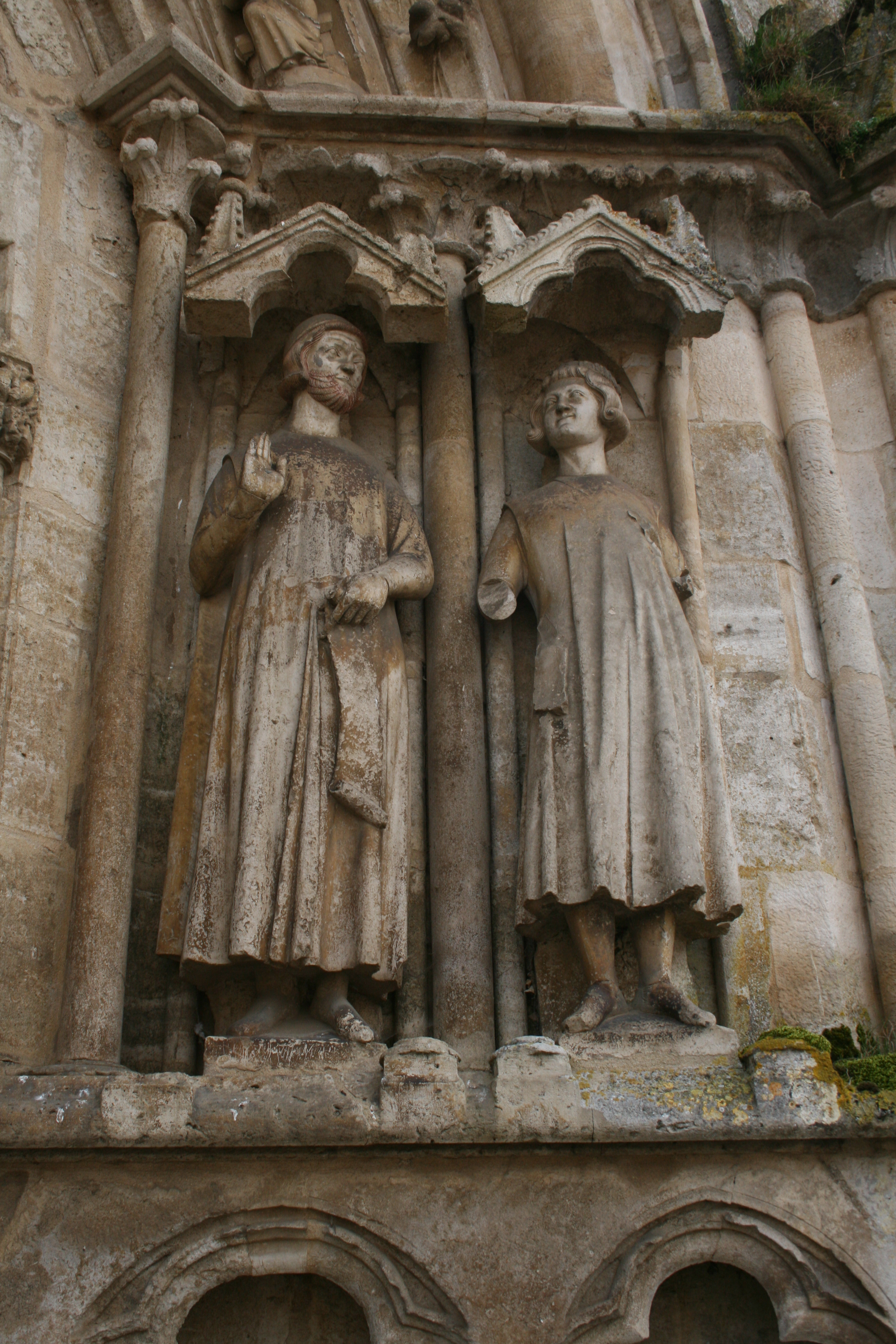
Gauthier y san Teobaldo doncel, en Provins.
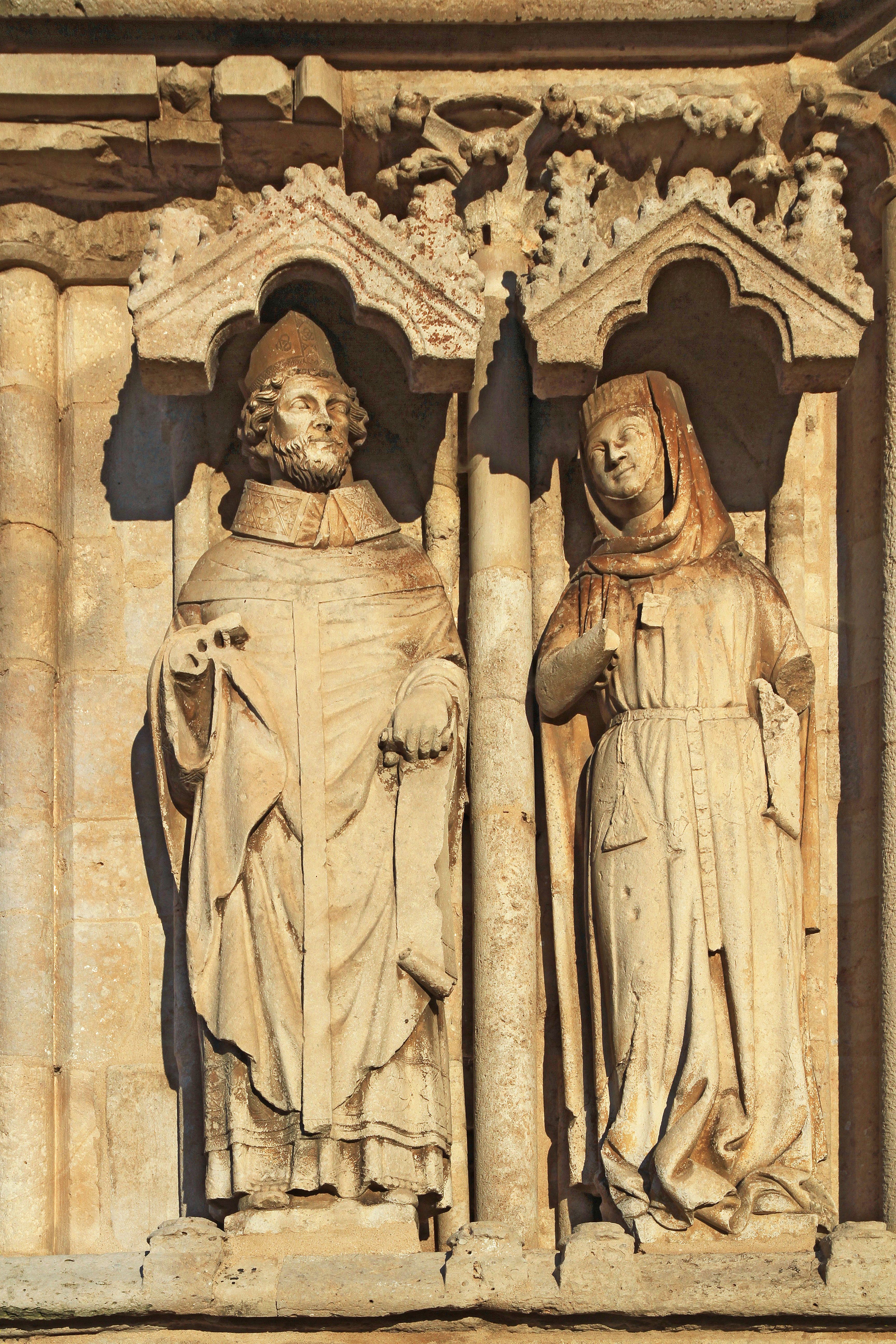
El arzobispo san Teobaldo de Vienne y la madre de san Teobaldo el eremita
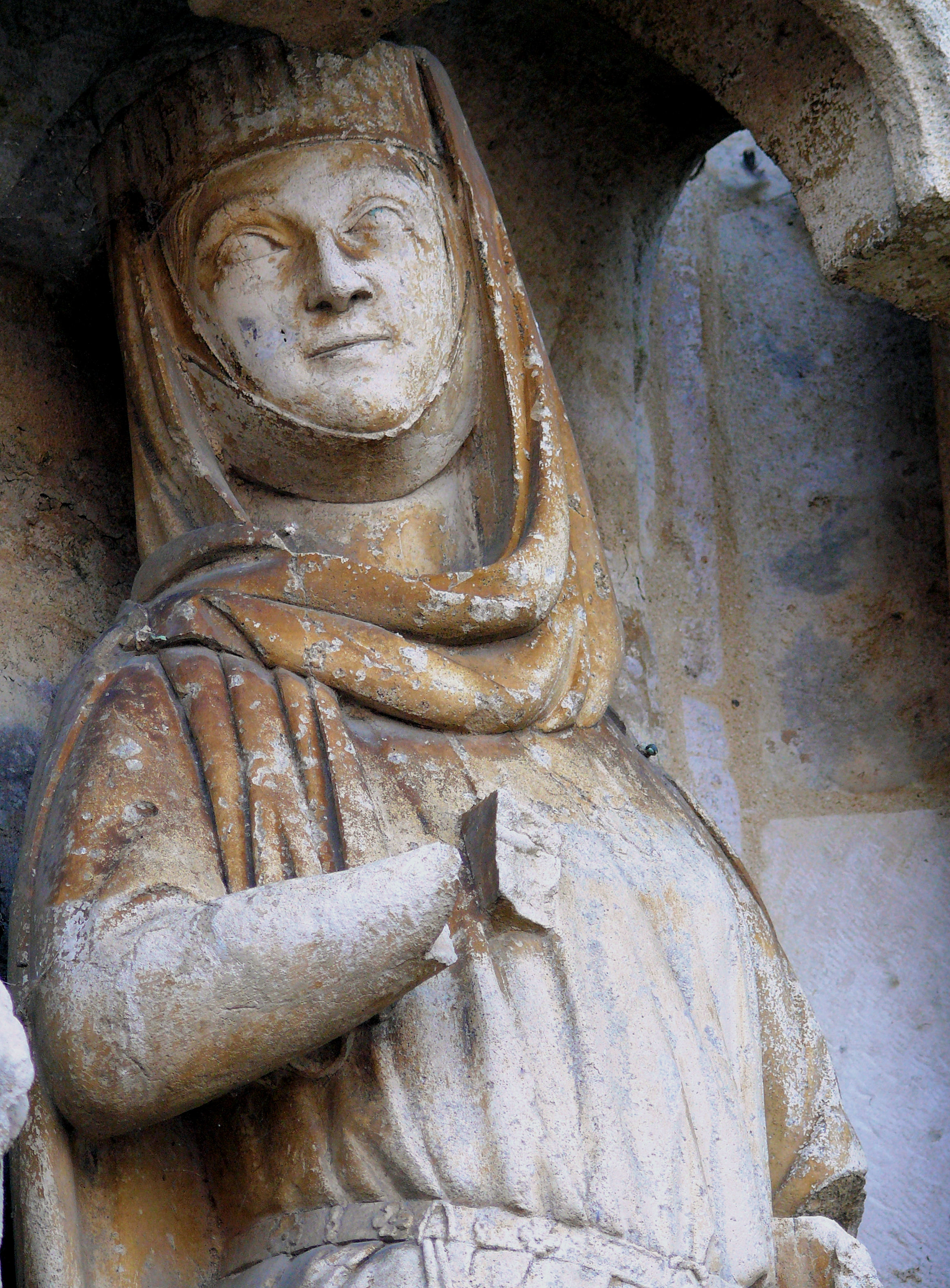
Willa,  madre de san Teobaldo el eremita
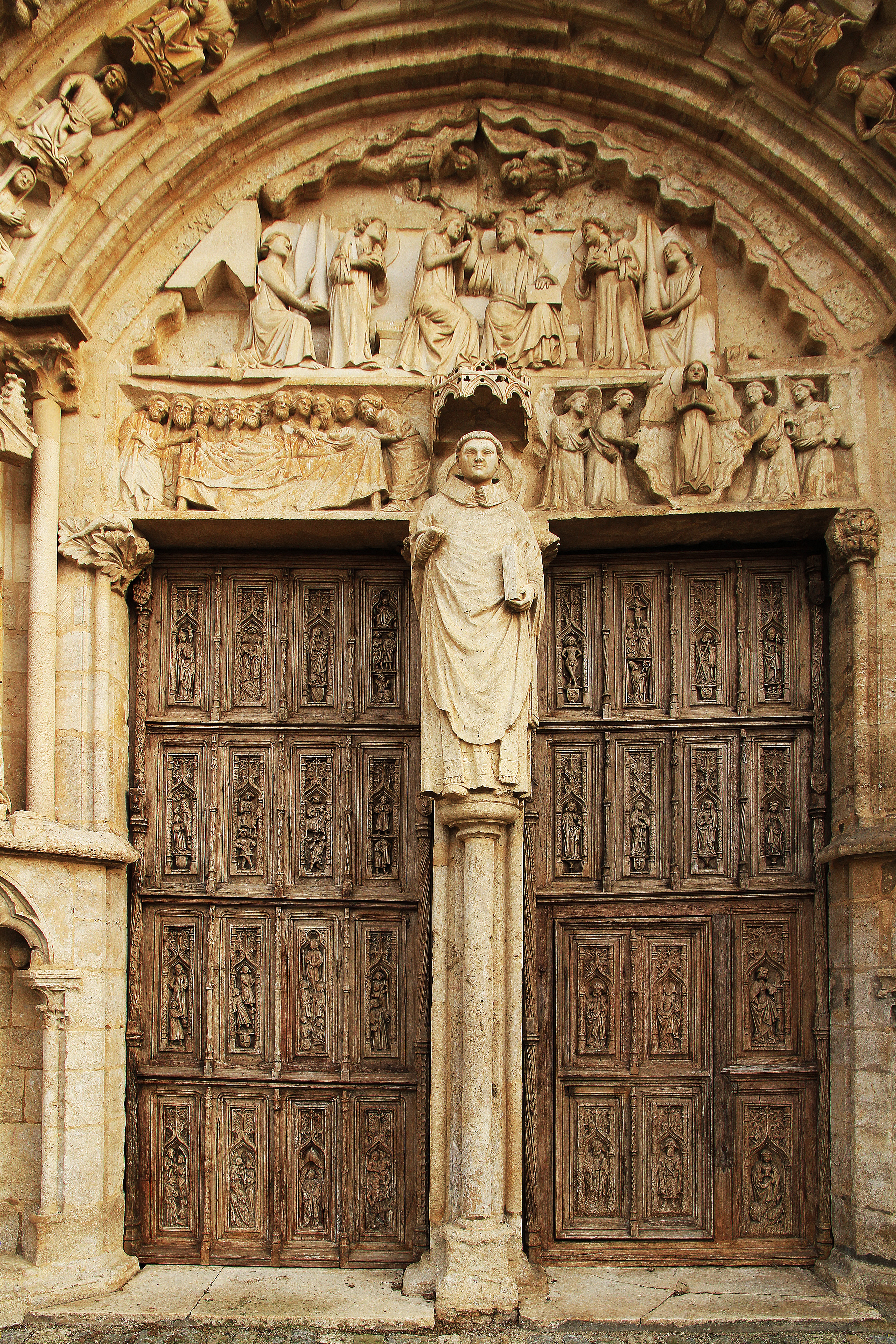
Batientes en madera del siglo XVI ( Clasificado MH (1840)
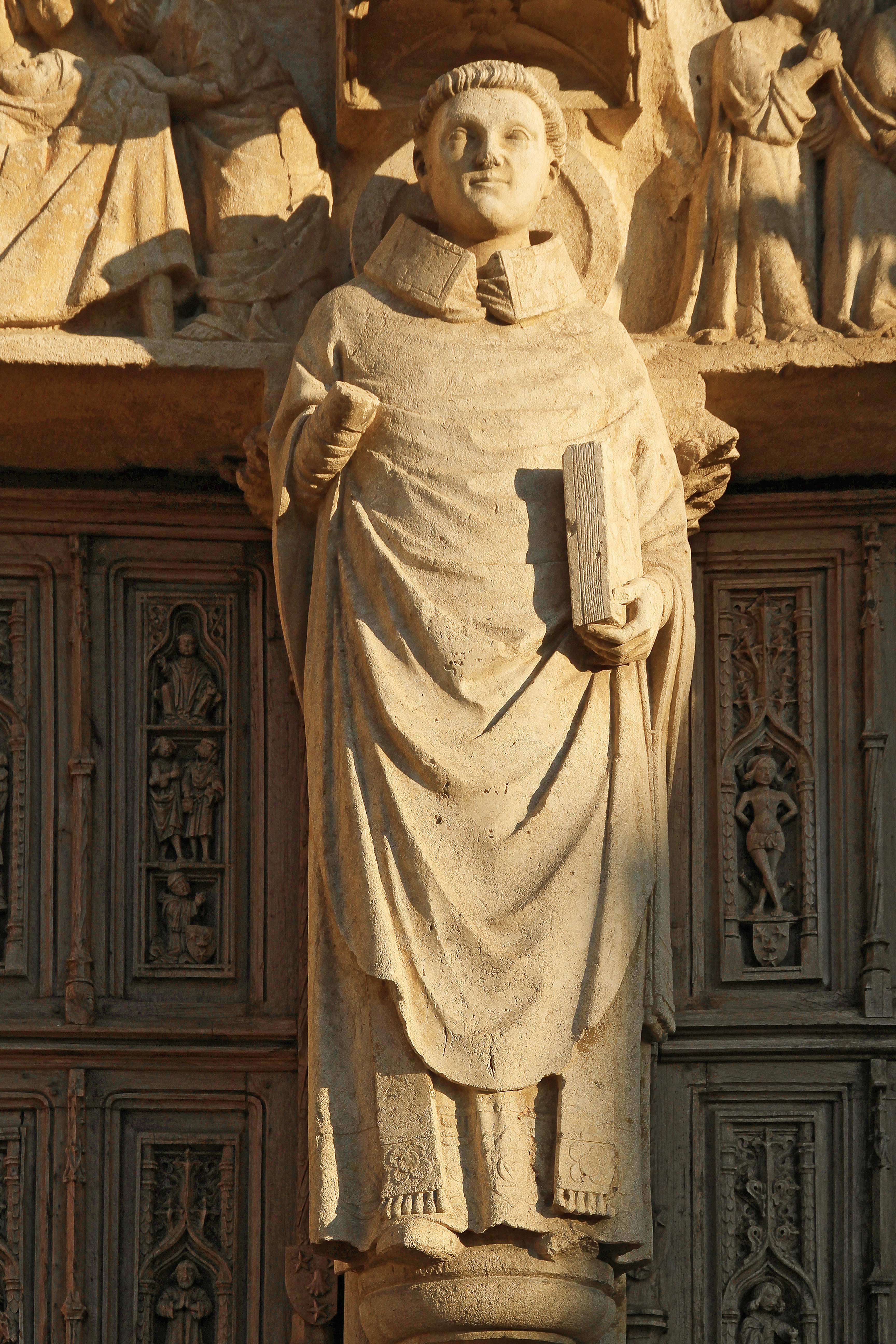
Estatua de san Teobaldo sobre el parteluz del portal.

El ábside de la nave, que data de finales del siglo XIII, es una obra maestra del estilo gótico con cuatro elevaciones decoradas con esbeltas columnillas.
El altar está coronado con retablos de madera del siglo XIV. Un yacente del siglo XIII se identifica como ek de Guy de Thil. La capilla Saint-Gilles alberga un gran relicario de san Teobaldo del siglo XIV, que ha conocido en especial las devociones de la reina Juana, esposa de Jean le Bon, y de la duquesa de Borgoña Margarita.

Vistas interiores
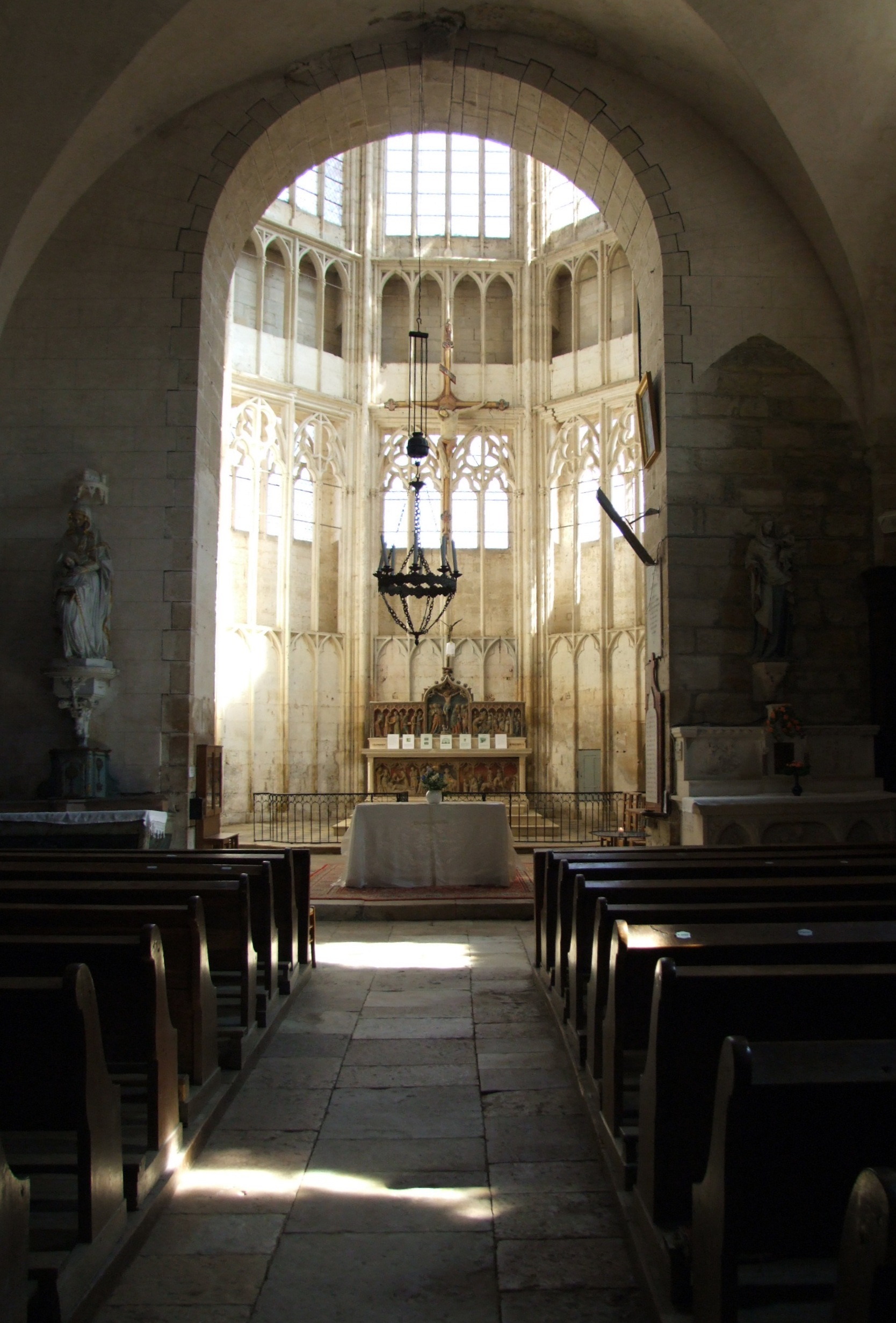
La nave y al fondo el ábside
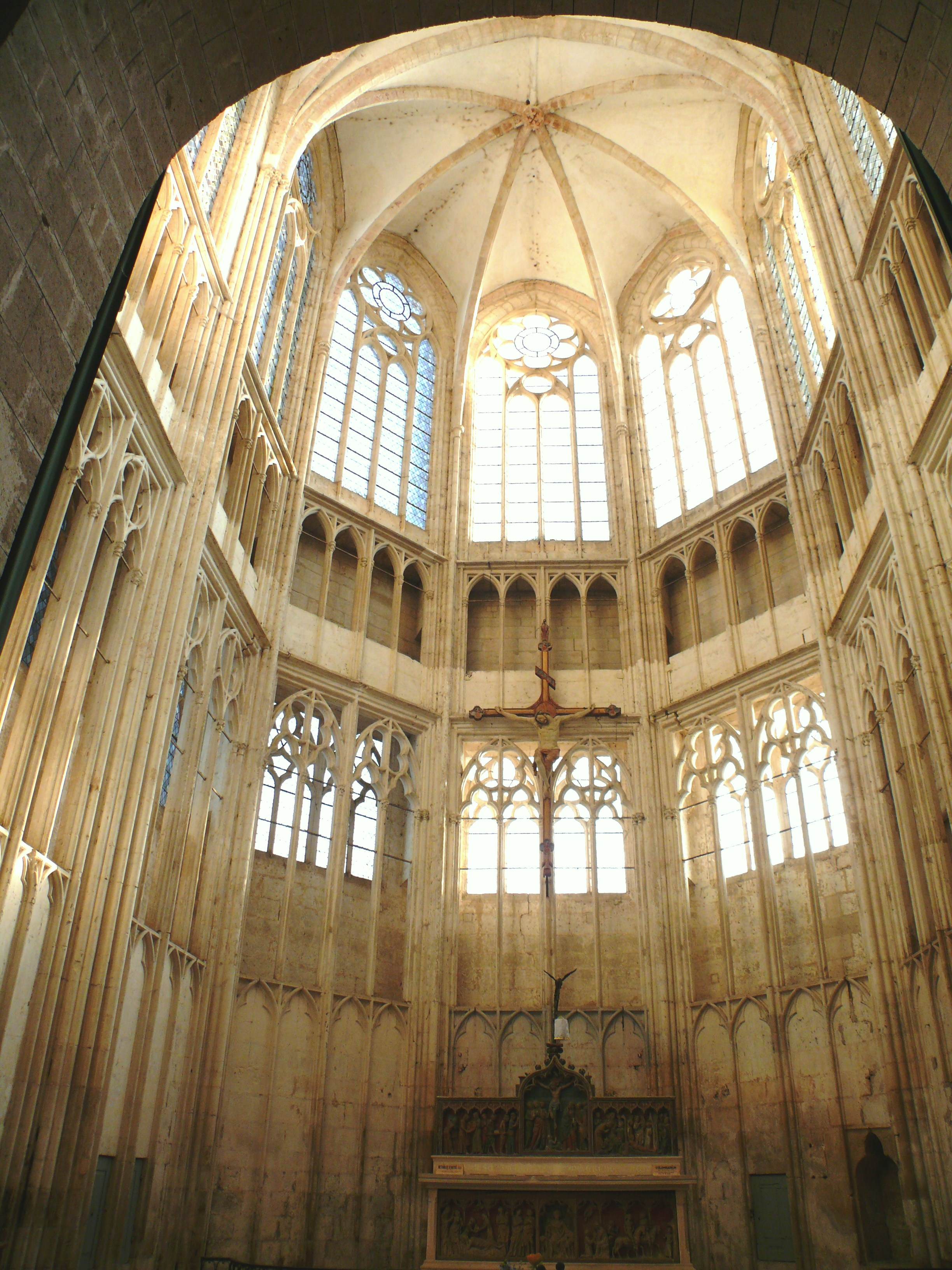
Ventanas altas del coro
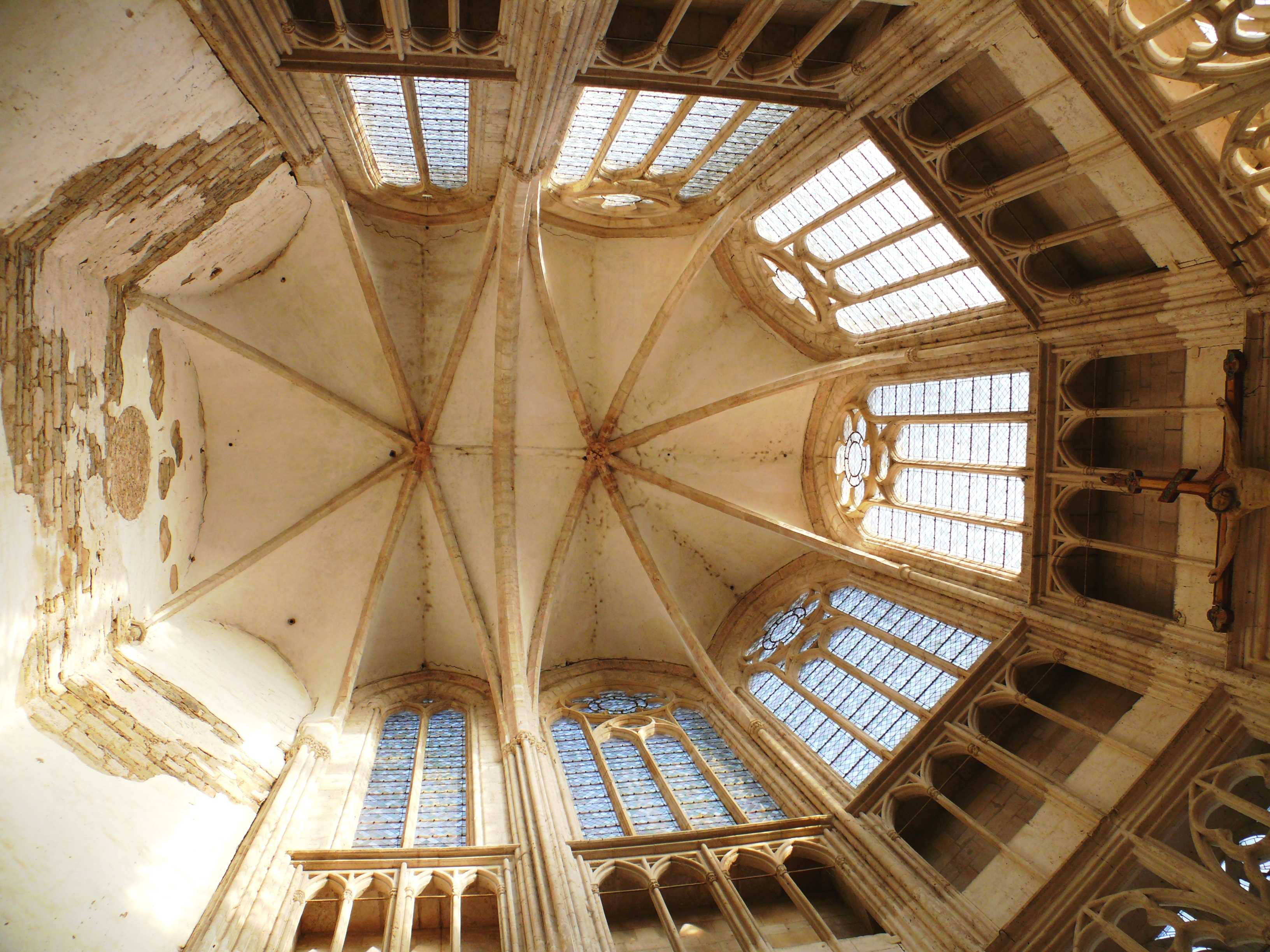
Bóveda y ventanas altas del coro
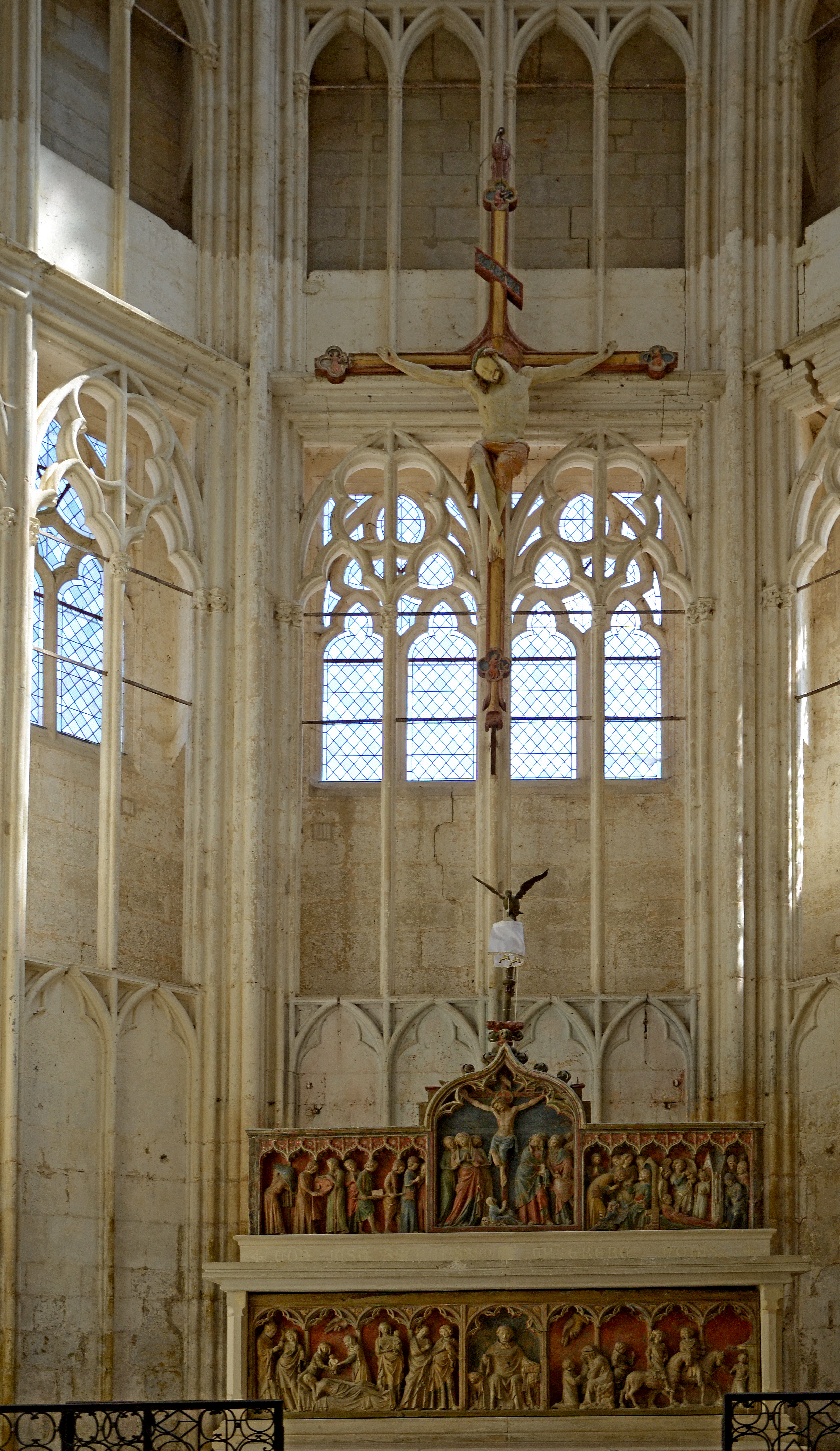
Retablo y coro
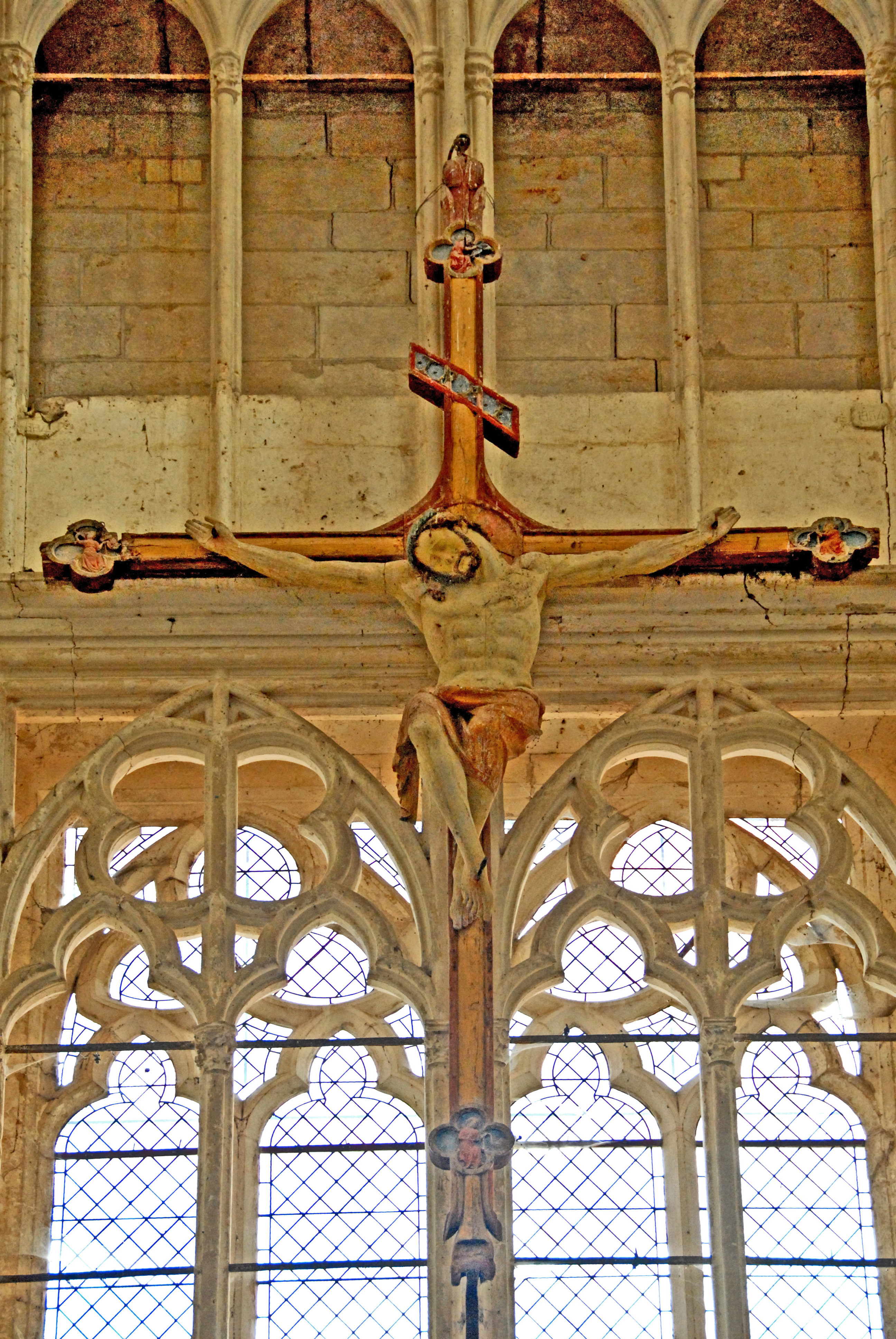
Detalle de la traceria

Mobiliario interior
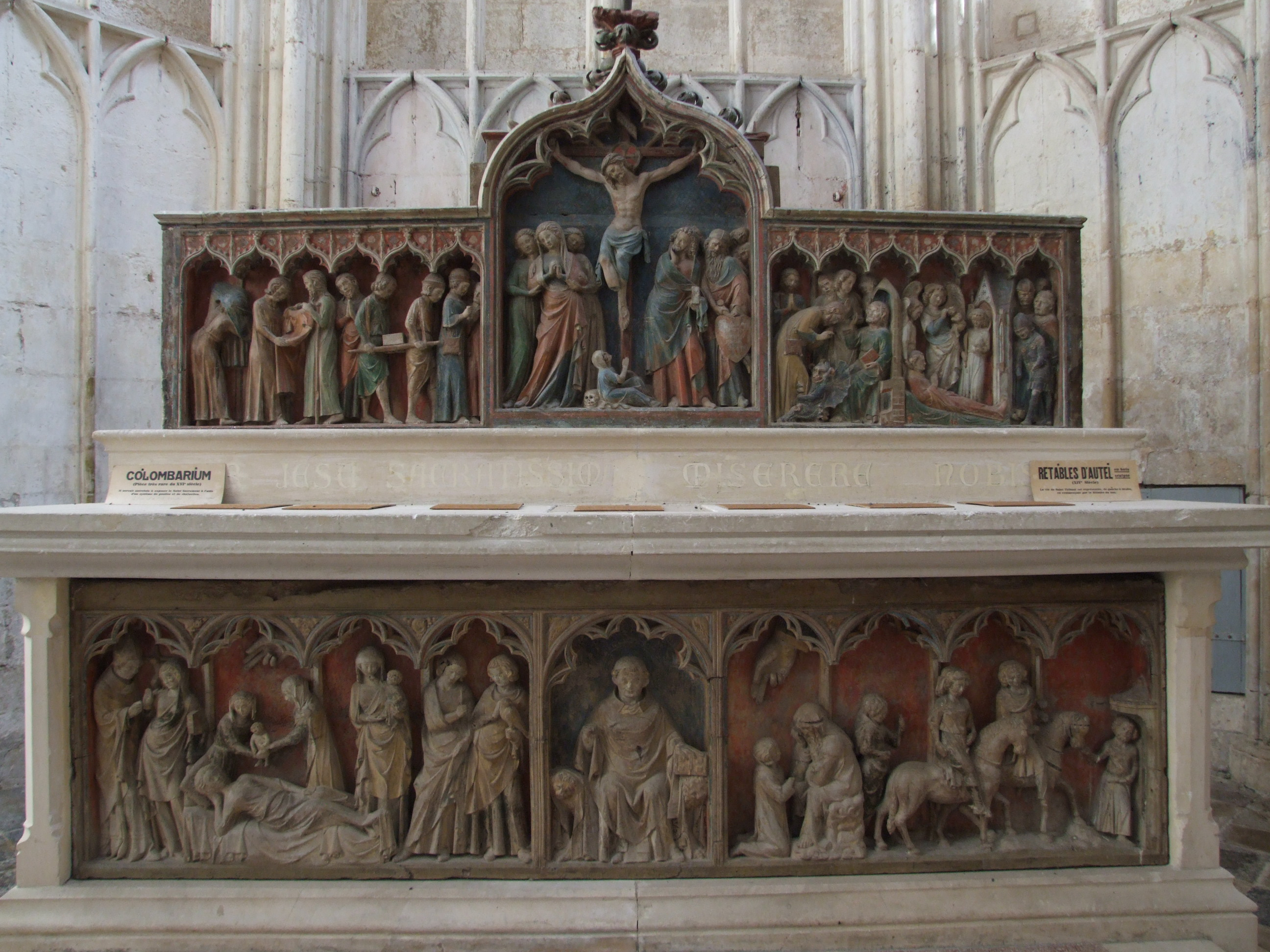
Retablo y antependium (frente de altar) (ca. 1330)
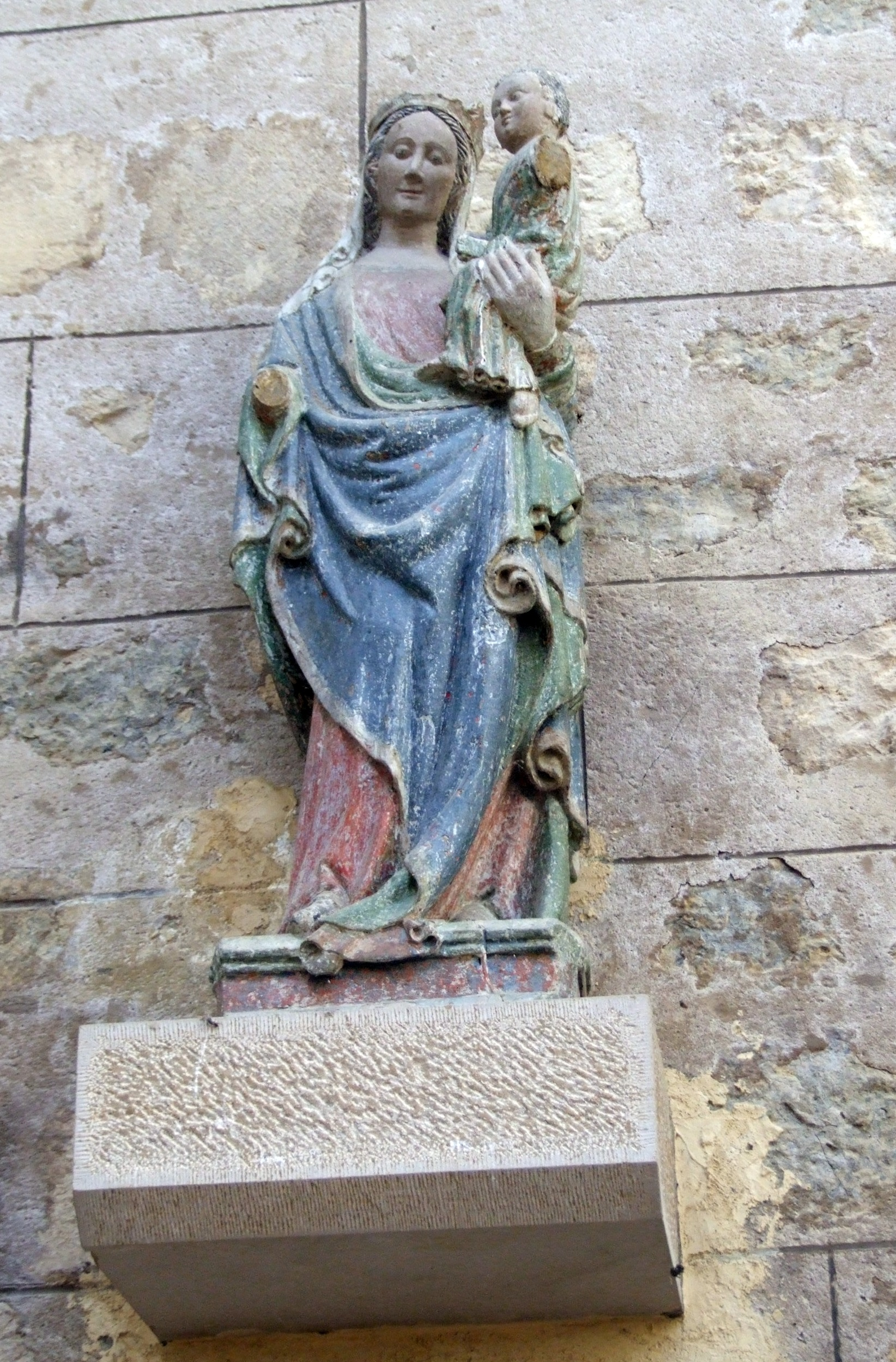
Virgen con el niño ( Clasificado MH (1901)[5])
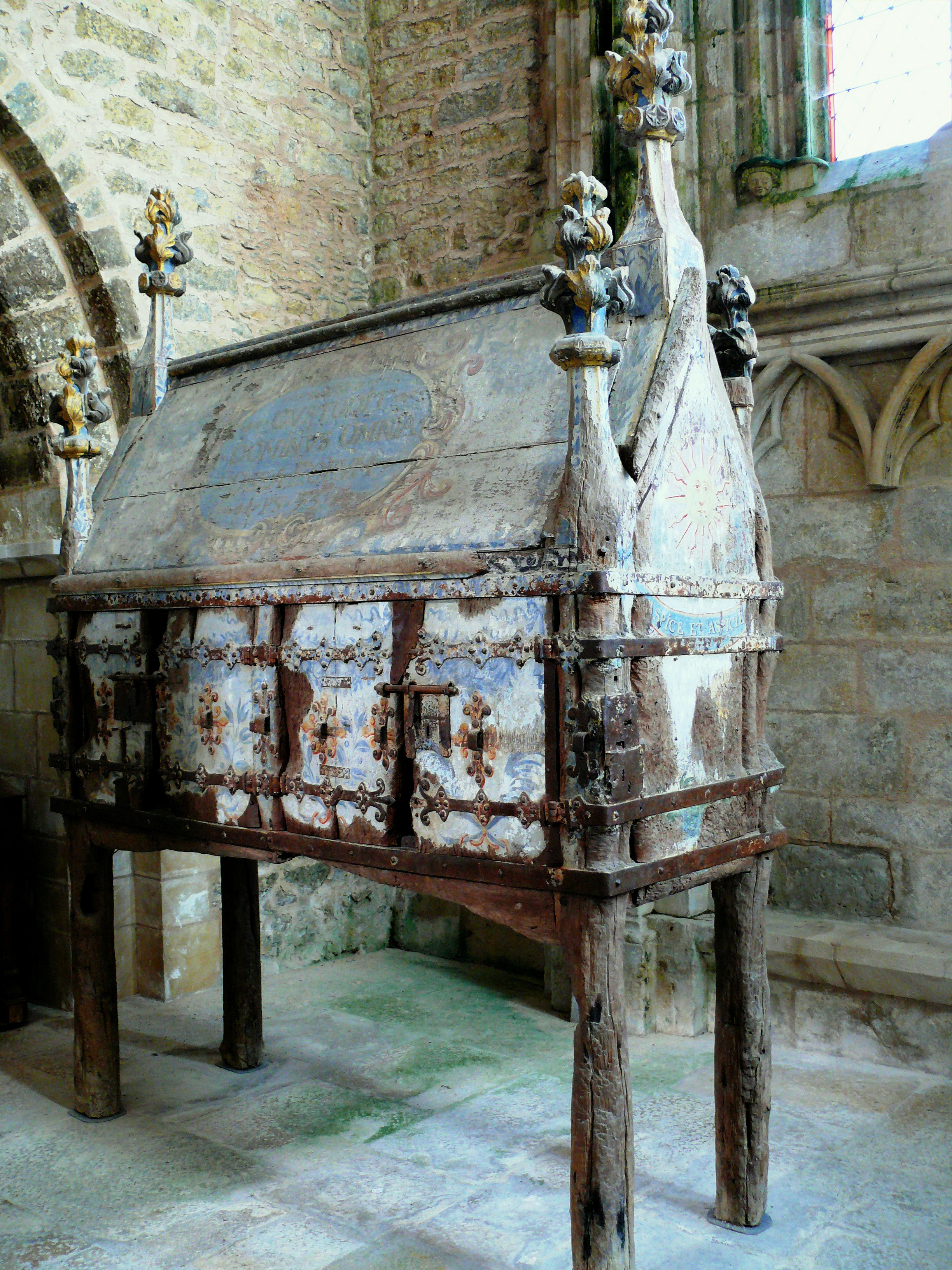
Gran relicario de san Teobaldo
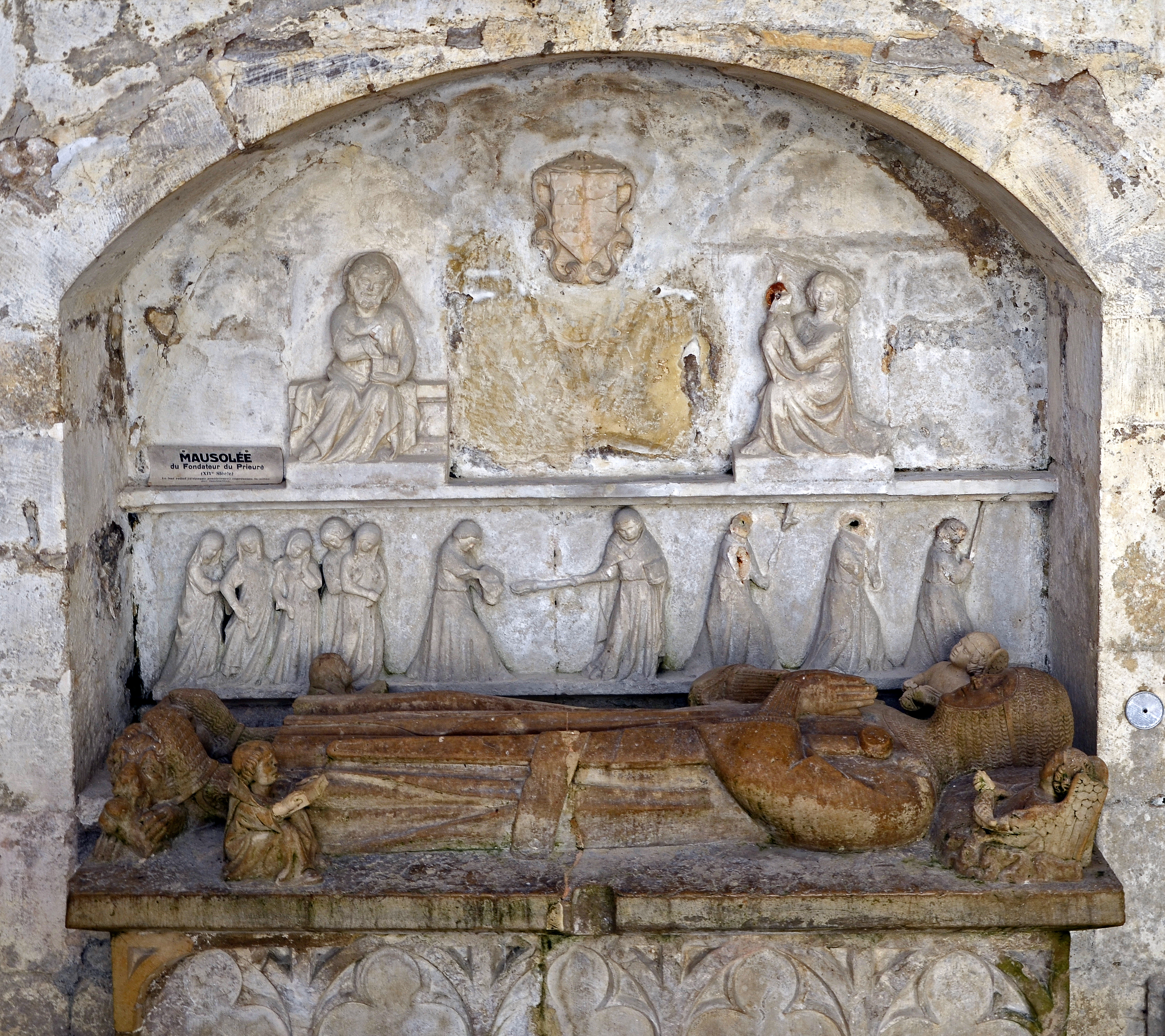
Tumba de Hughes de Thil